# La Victoire des femmes
Pour plus de détails, voir Fiche technique et Distribution.
La Victoire des femmes (女性の勝利, Josei no shōri) est un film japonais réalisé par Kenji Mizoguchi et sorti en 1946.

## Synopsis
Hiroko Hosokawa est avocate, sa sœur aînée Michiko est mariée à un procureur qui pendant la guerre a fait condamner le fiancé de Hiroko, Yamaoka, pour ses opinions libérales. Yamaoka vient d'être libéré, mais il est gravement malade à la suite de son incarcération. Michiko tente sans succès de dissuader sa sœur de renouer avec son ancien fiancé.
Hiroko Hosokawa prend la défense d'une mère infanticide qui a étouffé son enfant dans son chagrin après la mort dans le dénuement de son mari. Lors du procès, Hiroko fait face à son beau-frère. Dans sa plaidoirie elle dénonce l'oppression faite aux femmes dans la société japonaise contemporaine.

## Fiche technique
- Titre : La Victoire des femmes
- Titre original : 女性の勝利 (Josei no shōri?)
- Réalisation : Kenji Mizoguchi
- Scénario : Kōgo Noda et Kaneto Shindō
- Photographie : Toshio Ubukata
- Montage : Yoshi Sugihara
- Décors : Isamu Motoki et Jirō Nakamura
- Musique : Takaaki Asai (ja)
- Production : Sennosuke Tsukimori
- Société de production : Shōchiku
- Pays d'origine :  Empire du Japon
- Langue originale : japonais
- Format : noir et blanc — 1,37:1 — 35 mm — son mono
- Genre : drame
- Durée : 84 minutes[1] (métrage : neuf bobines - 2 294 m[1])
- Date de sortie :
  - Empire du Japon : 18 avril 1946[1]

## Distribution
- Kinuyo Tanaka : Hiroko Hosokawa

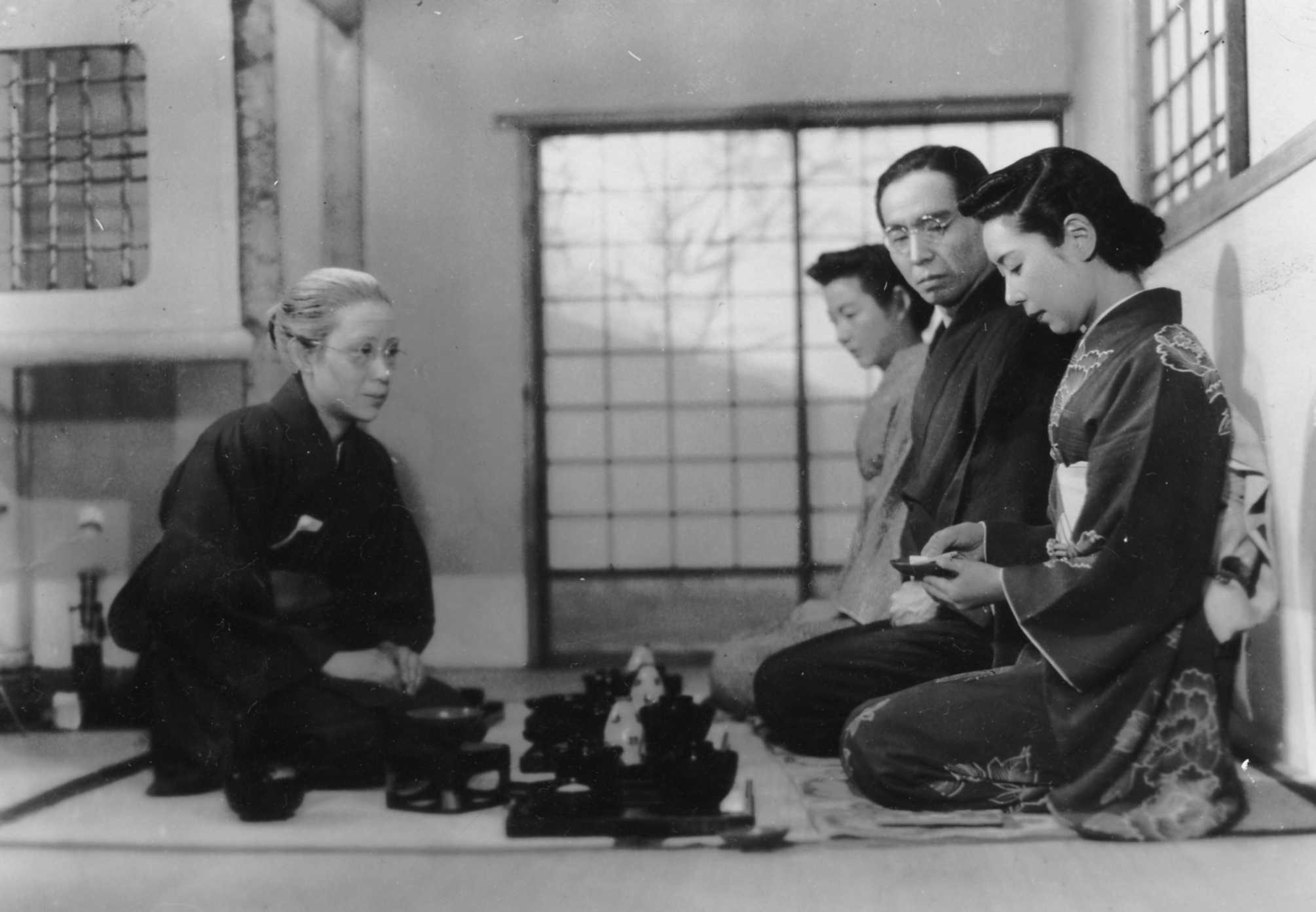
De g. à d. : Kinuko Wakamizu, Michiko Kuwano, Kappei Matsumoto et Kinuyo Tanaka.

- Michiko Kuwano : Michiko, la sœur aînée de Hiroko
- Toyo Takahashi : Setsu, la mère de Hiroko
- Eiko Uchimura : Yukiko, la jeune sœur de Hiroko
- Mitsuko Miura : Tomo Asakura
- Yōko Benisawa : Hisa, la mère de Tomo
- Shin Tokudaiji : Keita Yamaoka
- Akiko Kazami : Tokie Ishida
- Shin'yō Nara : le juge
- Kappei Matsumoto : le procureur Shuichirō Kōno, le mari de Michiko
- Kinuko Wakamizu : la mère de Shuichirō
- Toshinosuke Nagao : le procureur Mizushima
- Katsumi Kubota : le docteur
- Kuniko Igawa : l'infirmière
- Yoshino Tani : une servante de la famille Kōno
- Shirō Ōsaka : un étudiant

## Autour du film

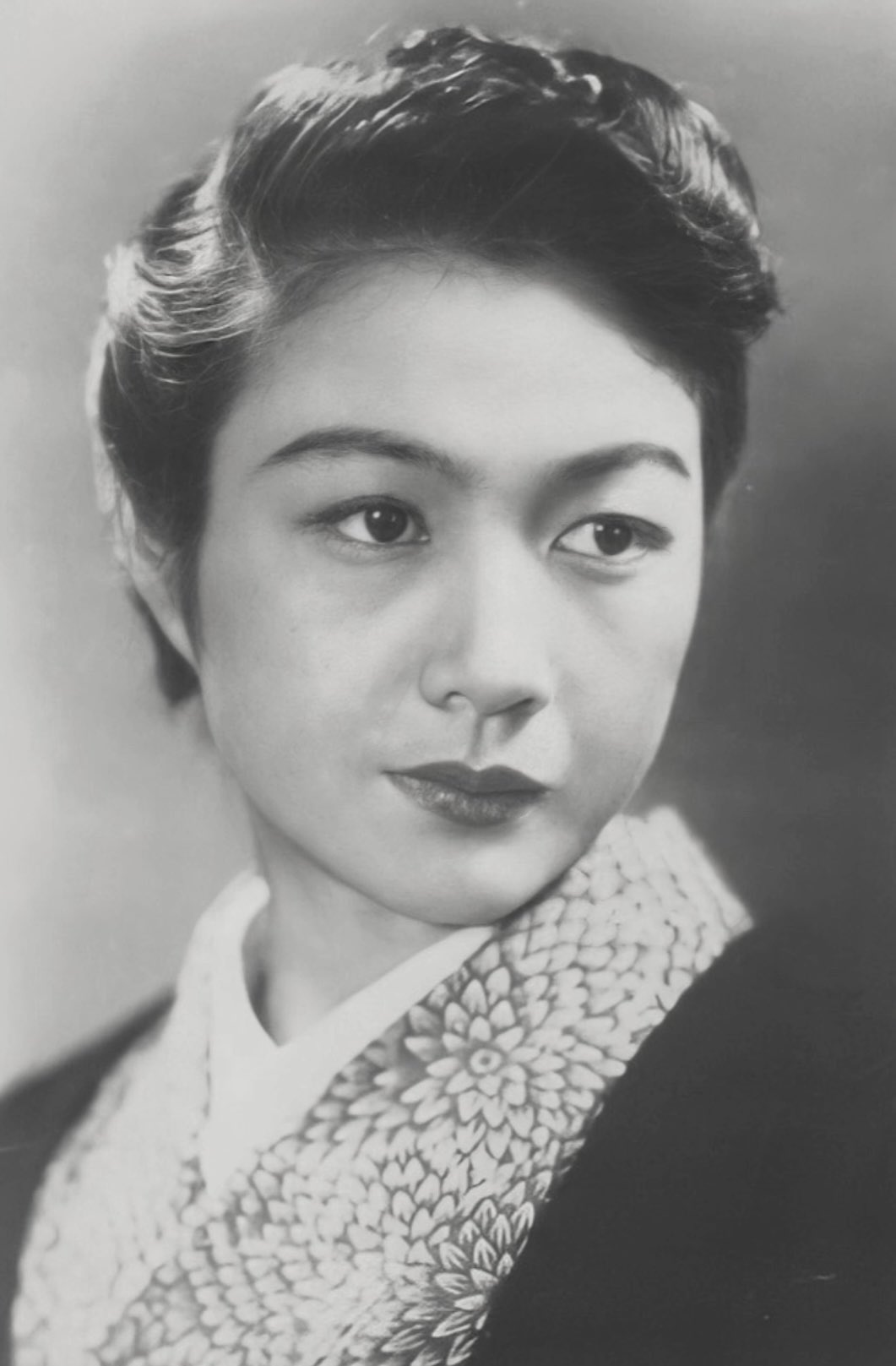
Michiko Kuwano (1915-1946).

Le 29 mars 1946, Michiko Kuwano s'évanouit pendant le tournage de La Victoire des femmes. Elle est transportée à l'hôpital mais elle meurt le 1er avril 1946 des suites d'une hémorragie due à une grossesse extra-utérine à l'âge de 31 ans. Les mots qu'elle devait prononcer dans la scène finale sont lus sous la forme d'une lettre.
Selon Max Tessier, La Victoire des femmes est un plaidoyer féministe très marqué par l'immédiate après-guerre.
Noël Simsolo note dans sa biographie de Kenji Mizoguchi que « La Victoire des femmes est un film hybride. De beaux plans-séquences y alternent avec des scènes découpées de façon classique au service d'un didactisme lourd. On sent que Mizoguchi s'intéresse plus à la femme devenue criminelle dans un moment de démence qu'à la juriste, même s'il est d'accord avec sa plaidoirie sur la condition féminine ».